# Eslöv
Eslöv est une ville de Suède, chef-lieu de la commune d'Eslöv, en Scanie.
Eslöv est resté pendant longtemps un petit village. C'est l'arrivée du chemin de fer en 1858 qui lui fit prendre son essor au point de devenir un important nœud ferroviaire. Eslöv devint une ville en 1911.

## Jumelages
La ville d'Eslöv est jumelée avec :
- Asker (Norvège) ;
- Rudersdal (Danemark) ;
- Garðabær (municipalité) (Islande) ;
- Jakobstad (Finlande) ;
- Viljandi (Estonie).

## Galerie

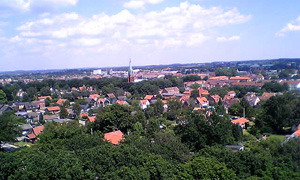
Vue d'ensemble d'Eslöv.
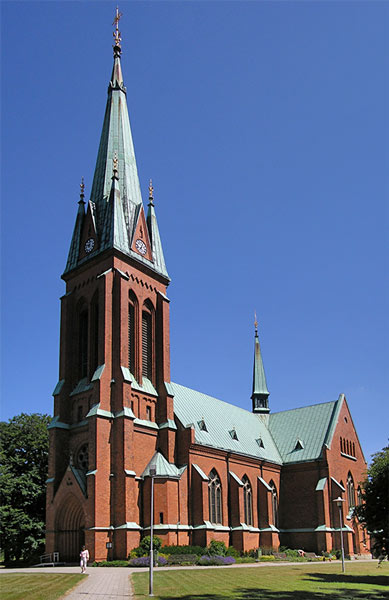
Église néo-gothique de la ville.
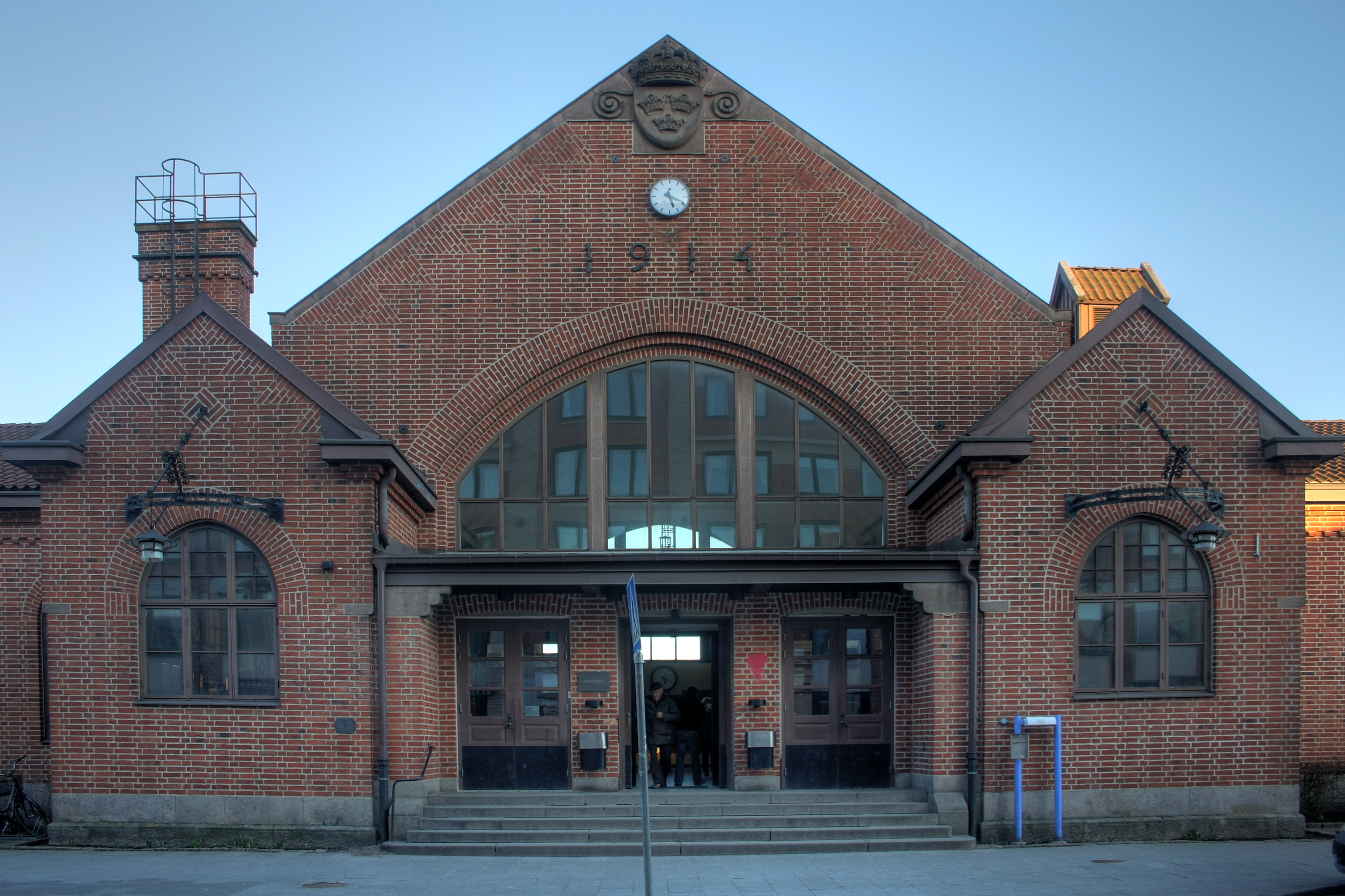
Gare d'Eslöv.

## Sport
Il existe deux clubs sportifs implantés à Eslöv :
- Eslövs AI, a remporté le titre national en tennis de table, vice-champion de la ligue européenne ;
- Eslövs BK, club de football.